# 中島龍基
中島 龍基（なかじま りゅうき、1992年1月12日 - ）は、北海道出身のサッカー選手。ポジションはディフェンダー。

## 来歴
青森山田高校に所属していた2009年、U-17日本代表に選出され、ナイジェリアで開催されたU-17ワールドカップに出場した。日本代表はグループステージ3戦全敗で敗退した。
その後、関西大学へ進学。2014年に大学卒業後、FC TIAMO枚方に加入。5年間プレーし、2018年の終わりに退団した。その後は関大クラブ2010などでプレーした。

## 代表歴
- U-17日本代表
  - 2009 FIFA U-17ワールドカップ; グループステージ敗退